# Concistori di papa Eugenio IV

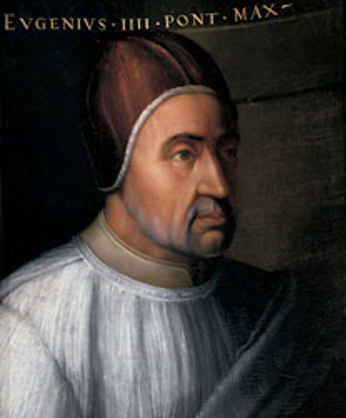
Papa Eugenio IV

Questa voce raccoglie l'elenco completo dei Concistori per la creazione di nuovi cardinali presieduti da papa Eugenio IV, con l'indicazione di tutti i cardinali creati. In sei concistori, Eugenio IV ha creato 27 cardinali, provenienti da cinque nazioni, tra cui tre futuri pontefici: 13 italiani, 4 francesi, 3 spagnoli, 2 bizantini, 1 inglese, 1 polacco, 1 portoghese, 1 tedesco, 1 ungherese.

## 19 settembre 1431 (I)
Il 19 settembre 1431, durante il suo primo concistoro, papa Eugenio IV creò 2 nuovi cardinali, ambedue italiani. I due nuovi porporati furono:
- Francesco Condulmer, nipote di Sua Santità e vice-camerlengo di Santa Romana Chiesa; creato cardinale presbitero di San Clemente; deceduto il 30 ottobre 1453.
- Angelotto Fosco, vescovo di Cava, creato cardinale presbitero di San Marco; deceduto il 12 settembre 1444.

## 9 agosto 1437 (II)
Il 9 agosto 1437, papa Eugenio IV creò un solo nuovo porporato:
- Giovanni Vitelleschi, arcivescovo di Firenze e patriarca titolare di Alessandria dei Latini; creato cardinale presbitero di San Lorenzo in Lucina; deceduto il 2 aprile 1440.

## 18 dicembre 1439 (III)
Il 18 dicembre 1439, papa Eugenio IV creò 17 nuovi cardinali:
- Renault de Chartres, arcivescovo di Reims e amministratore apostolico di Orléans (Francia); creato cardinale presbitero di Santo Stefano al Monte Celio; deceduto il 4 aprile 1444.
- Giovanni De Ponte, arcivescovo di Taranto, creato cardinale presbitero dei Santi Nereo e Achilleo; deceduto il 21 gennaio 1449.
- John Kemp, arcivescovo di York (Inghilterra); creato cardinale presbitero di Santa Balbina; deceduto il 22 marzo 1454.
- Niccolò d'Acciapaccio, arcivescovo di Capua, creato cardinale presbitero di San Marcello; deceduto il 3 aprile 1447.
- Louis de Luxembourg, arcivescovo di Rouen (Francia) e amministratore apostolico di Ely (Inghilterra); creato cardinale presbitero dei Santi Quattro Coronati; deceduto il 18 settembre 1443.
- Giorgio Fieschi, arcivescovo di Genova, creato cardinale presbitero di Sant'Anastasia; deceduto l'8 (o 11) ottobre 1461.
- Isidoro di Kiev, arcieparca di Kiev dei Ruteni, creato cardinale presbitero dei Santi Marcellino e Pietro; deceduto il 27 aprile 1462 (o 1463).
- Basilio Bessarione, arcivescovo titolare di Nicea, creato cardinale presbitero dei Santi XII Apostoli; deceduto il 18 novembre 1472.
- Gerardo Landriani Capitani, vescovo di Como, creato cardinale presbitero di Santa Maria in Trastevere; deceduto il 9 ottobre 1445.
- Zbigniew Oleśnicki, vescovo di Cracovia (Polonia); creato cardinale presbitero di Santa Prisca; deceduto il 1º aprile 1455.
- Antão Martins de Chaves, vescovo di Porto (Portogallo); creato cardinale presbitero di San Crisogono; deceduto il 6 luglio 1447.
- Peter von Schaumberg, vescovo di Augusta (Germania); creato cardinale presbitero di Santi Vitale, Valeria, Gervasio e Protasio; deceduto il 12 aprile 1469.
- Jean Le Jeune, vescovo di Thérouanne (Francia); creato cardinale presbitero di Santa Prassede; deceduto il 9 settembre 1451.
- Dénes Szécsi, vescovo di Eger (Ungheria); creato cardinale presbitero di San Ciriaco alle Terme Diocleziane; deceduto il 1º febbraio 1465.
- Guillaume d'Estouteville, O.S.B.Clun., vescovo eletto di Angers (Francia); creato cardinale presbitero dei Santi Silvestro e Martino ai Monti; deceduto il 22 gennaio 1483.
- Juan de Torquemada, O.P., Maestro del Sacro Palazzo Apostolico, creato cardinale presbitero di San Sisto; deceduto il 26 settembre 1468.
- Alberto Alberti, amministratore apostolico di Camerino, creato cardinale diacono di Sant'Eustachio; deceduto il 3 (o 11) agosto 1445.

## 1º luglio 1440 (IV)
Il 1º luglio 1440, papa Eugenio IV creò 2 nuovi cardinali. I due nuovi porporati furono:
- Ludovico Scarampi Mezzarota, patriarca di Aquileia e camerlengo di Santa Romana Chiesa, creato cardinale presbitero di San Lorenzo in Damaso; deceduto il 22 marzo 1465.
- Pietro Barbo, nipote di Sua Santità e protonotario apostolico, creato cardinale diacono di Santa Maria Nuova; poi eletto Papa Paolo II il 30 agosto 1464; deceduto il 26 luglio 1471.

## 2 maggio 1444 (V)
Il 2 maggio 1444, papa Eugenio IV creò un solo nuovo porporato:
- Alfons de Borja y Cabanilles, vescovo di Valencia (Spagna); creato cardinale presbitero dei Santi Quattro Coronati; poi eletto papa con il nome di Callisto III l'8 aprile 1455; deceduto il 6 agosto 1458.

## 16 dicembre 1446 (VI)
Il 16 dicembre 1446, durante il suo sesto ed ultimo concistoro, papa Eugenio IV creò 4 nuovi cardinali:
- Enrico Rampini, arcivescovo di Milano, creato cardinale presbitero di San Clemente; deceduto il 4 luglio 1450.
- Tommaso Parentucelli, O.P., vescovo di Bologna, creato cardinale presbitero di Santa Susanna; poi eletto papa con il nome di Niccolò V il 6 marzo 1447; deceduto il 24 marzo 1455.
- Juan de Carvajal, vescovo eletto di Plasencia (Spagna); creato cardinale diacono di Sant'Angelo in Pescheria; deceduto il 6 dicembre 1469.
- Giovanni de Primis, O.S.B.Cas., abate del monastero di San Paolo fuori le Mura, creato cardinale presbitero di Santa Sabina; deceduto il 21 gennaio 1449.

## Fonti
- (EN) Salvador Miranda, Eugenius IV, su fiu.edu – The Cardinals of the Holy Roman Church, Florida International University.